# Стойко Стойков (македонист)
 Тази статия е за македониста.  За филолога вижте Стойко Стойков.  
Стойко Иванов Стойков е български македонист, северномакедонски историк, журналист и активист на ОМО Илинден-Пирин.

## Биография
Стойков е роден в гр. Сандански на 16 април 1974 г. Баща му Иван Стойков Петров е преследван от комунистическите власти заради македонистките му възгледи. Стойков завършва средно образование в гимназията в Сандански.
След политическите промени в България родителите му емигрират в Белгия. Стойков успява с тяхна помощ и по линия на ОМО „Илинден“ да запише „История“ в университета „Св. св. Кирил и Методий“ в Скопие като стипендиант на македонското правителство. Получава наградата „Любен Лапе“ за отличен успех при дипломирането си през 1997 г.
Остава в Скопие и работи като преводач от български в Архива на Северна Македония. През 2003 г. защитава първата си дисертация – за степен кандидат на науките, по тема от балканската средновековната история. През същата година се връща в България. Защитава и дисертация с подобна тематика за научната степен доктор на науките отново в Скопие през 2013 г. Доцент е в университета „Гоце Делчев“ в гр. Щип.
В България Стойков осъществява отрано дейност за защита правата на "македонското малцинство", като е сред участниците в първия македонистки протест в София през март 1990 г. Член и активист е на ОМО Илинден-Пирин в периода 1990 – 1996 г. През 1997 г. участва активно в процесите за обединяване на македонистите в България. През 2004 г. е избран за съпредседател на ОМО „Илинден“.
През 2003 година започва работа във в-к „Народна воля“ като редактор, а от 2007 година става заместник главен редактор на вестника. Пише под псевдонима Самуил Ратевски. Като пратеник на ОМО и в-к „Народна воля“ посещава САЩ, Канада, Австралия и др. страни, където контактува с представители на македонски изселнически организации.
Заема отрицателна позиция към подписването на Договора за добросъседство между България и Северна Македония от премиерите им през август 2017 г.
През 2021 година Стойков заявява, че етническите македонци трябва да се впишат в Конституцията на България. В интервю пред скопско издание той настоява, че в България има повече етнически македонци, отколкото са българите в Северна Македония. През 2022 година Стойков уточнява, че в България има няколко десетки хиляди македонци, като според него данните от последното преброяване в България от 2021 година, сочещо 1143-ма души с такова самосъзнание са фалшифицирани.